# Mesocletodes brevifurca
Mesocletodes brevifurca är en kräftdjursart som beskrevs av Lang 1936. Mesocletodes brevifurca ingår i släktet Mesocletodes och familjen Argestidae. Inga underarter finns listade i Catalogue of Life.